# Austrocochlea
Austrocochlea là một chi ốc biển, kích thước trung bìnhs, là động vật thân mềm chân bụng sống ở biển nằm trong họ Trochidae, họ ốc đụn, tiếng Anh thường gọi là top shells.

## Các loài
Các loài thuộc chi Austrocochlea bao gồm:
- Austrocochlea constricta, miền nam ribbed top snail
- Austrocochlea porcata, the zebra top snail
- Austrocochlea rudis Gray, 1826